# 伊藤友宣
伊藤 友宣（いとう とものり、1934年10月14日- ）は、日本の教育心理カウンセラー。

## 略歴
神戸生まれ。大阪大学人間科学部（教育心理学専攻）在学中に里親運動に入る。社団法人家庭養護促進協会の事務局長を９年にわたって務めた後、1975年よりフリーの親子問題カウンセラーとして活動を始める。神戸心療親子研究室主宰。

## 著書
- 『親とはなにか』中公新書 1972
- 『親と子 この予期せぬ人間関係』ぱいぽ出版 1976
- 『子どもの暮し 教育と福祉の外で』ぱいぽ出版 1977
- 『親 母親、そして父親に問われるもの』朱鷺書房 1978　知的生きかた文庫 三笠書房 1986
- 『家庭 よく生きるためには、なにが必要か』朱鷺書房 1980
- 『叱る 子どもが育つための100項目』ぱいぽ出版 1980
- 『男の子を育てる とまどう両親への助言』朱鷺書房 1981
- 『嫌でも明日の大人たち さまよう思春期への手紙』ぱいぽ出版 1983
- 『子どもの心が開く時 教師や親のなすべき配慮』朱鷺書房 1985
- 『家庭のなかの対話 話しあえない父親のために』中公新書 1985
- 『女の子を育てる とまどう両親への助言』朱鷺書房 1986
- 『幼児/この愛しきもの 子どもの成長をどう支えるか』朱鷺書房 1987
- 『中学生という年頃 子どもの成長をどう支えるか』朱鷺書房 1988
- 『子供の心が見える本 「お母さんカウンセリング」のすすめ』PHP研究所 1989　のち文庫
- 『中学・高校生の難しさ 母親からの62の質問』朱鷺書房 1989
- 『ことばが子供に届く本 「お母さんカウンセリング」のすすめ2』PHP研究所 1990　「わが子に愛が届く語りかけ 大事なときの「お母さんカウンセリング」文庫 1995
- 『家庭という歪んだ宇宙』筑摩書房 1990　のち文庫
- 『親と教師が甦る時 いよいよ増える中学生の登校拒否』朱鷺書房 1990
- 『子どもの心に気づく親気づかぬ親 ここが肝心、自信がつく親と子のつきあい方』海竜社 1991
- 『登校拒否はことばで変る 動き出す日の心の支え』朱鷺書房 1991
- 『しつける 生きる基本を身につけさせる本』金子書房 1993
- 『思春期の子の親だからできること』海竜社 1993
- 『お母さんの愛情 子どもの難しい時期を支える力』朱鷺書房 1993
- 『中学生の子を持つお母さんへお父さんへ 駄目な子も駄目な親もいない 子どもたちは何を求めているのか』海竜社 1994
- 『子どもは親のどこに不満を持つか』オピニオン叢書 明治図書出版 1994
- 『ことばに振り向くとき 親子のこじれをほどく試み』筑摩書房 1994
- 『いじめをほぐす 親と教員へ緊急のサジェスト』朱鷺書房 1996
- 『男の子を持つ お母さんへ お父さんへ　子に惚れて子を支える 身辺自立は日々の慣れ』海竜社 1996
- 『上手なほめ方・叱り方 生きる力をはぐくむ』金子書房 1996
- 『「困った子」に悩む親たちへ 親のプラス発想68のヒント』海竜社 1997　「今すぐ「困った子」を立ち直らせる80のヒント 子どもを強くする親の役割 (成美文庫) 2000
- 『信頼できる親・馬鹿にしたくなる親』海竜社 1998
- 『話しあえない親子たち <対立>から<対位>へ』PHP新書 1998
- 『ダダっ子・スネっ子に困ったとき読む本 幼児の心をつかむコツ』PHP研究所 1998
- 『わが子が気になるお母さんへお父さんへ カウンセラー伊藤友宣の親子塾』海竜社 2000
- 『反発する子どもの心に届く親の言葉』成美文庫 2001
- 『子どもが変わる小さなきっかけ』PHP研究所 2001
- 『「ひきこもり」ならない工夫抜け出る工夫 孤独が癒されるとき』海竜社 2002
- 『プロカウンセラーが教える子どもの心をひらく魔法の会話 お父さんの協力が効果を高める』青春出版社 2002
- 『プロカウンセラーが明かす子どもの個性を伸ばす魔法の聞き方 本当はこんなことを話したがっている』青春出版社 2003
- 『子どもが気持ちよく伸びる右脳型しつけ法 親の悩みがぐんぐん晴れる伊藤メソッド』海竜社 2003
- 『「言いたいこと」が言える子に 気持ちをちゃんと出せるように』PHP研究所 2004
- 『悩むチカラ ほんとうのプラス思考』PHP新書 2005

## 論文
- <伊藤友宣